# Arthur Evans

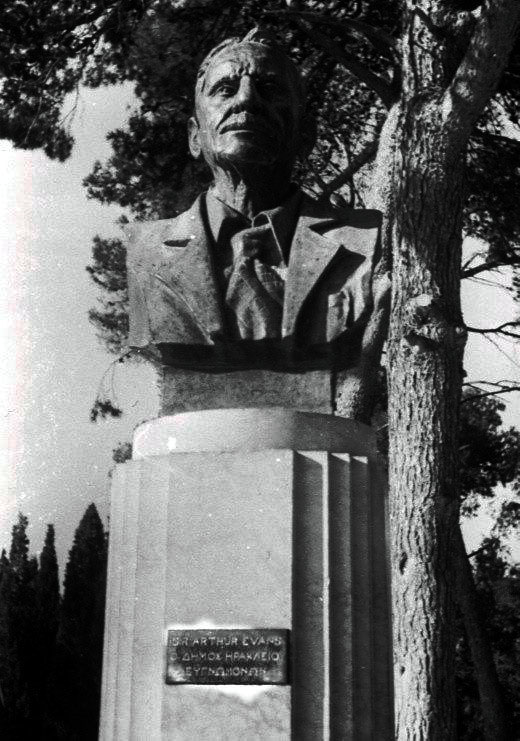
Monument a Arthur Evans.

Sir Arthur John Evans (Nash Mills, 8 de juliol de 1851 - Boar Hill, 11 de juliol de 1941), arqueòleg i escriptor britànic, descobridor del Palau de Cnossos i de la civilització minoica, una de les troballes més importants a la història. Era fill del també arqueòleg sir John Evans.
Va estudiar a les universitats d'Oxford i Göttingen i va realitzar diverses excavacions a Itàlia, Escandinàvia i els Balcans. Era vinculat a l'Ashmolean Museum d'Oxford abans de llançar-se a la recerca del palau de Cnossos a Creta. El 1898 va adquirir la propietat dels terrenys on es trobava, on també va construir-se una casa per a ell mateix, la Vil·la Ariadna. Les excavacions a Cnossos van començar el 1900 i van continuar sota la seva direcció fins al 1930, quan va retornar a Anglaterra. Evans va relacionar el Palau de Cnossos, per la construcció laberíntica, amb el mític Palau de Minos, per la qual cosa va anomenar les seves troballes «civilització minoica». La intervenció d'Evans a Cnossos conté aspectes polèmics com ara les reconstruccions d'algunes parts del palau o de les pintures murals, perquè les va repintar amb colors forts.
Va ser nomenat el 6 de desembre de 1901 membre de la Royal Society. «Lord Minos de Creta», el 1911, per les seves aportacions a l'arqueologia.
Es diu que va morir de càncer l'11 de juliol de 1941, dies després que li arribés la falsa notícia que la seva esposa havia mort.

## Obres escrites
- Cretan Pictographs and Prae-Phoenician Script (1895)
- Scripta Minoa (volumen 1, 1909; volum 2 pòstum, 1952)
- El palau de Minos (4 volums, 1921-1935)
- Jarn Mound (1933)